# Jean-Bertin Nadonye
Jean-Bertin Nadonye Ndongo OFM Cap. (ur. 24 marca 1965 w Botuzu) – kongijski duchowny katolicki, biskup Lolo od 2015.

## Życiorys

### Prezbiterat
Święcenia kapłańskie przyjął 2 sierpnia 1993 w zakonie kapucynów. Był m.in. mistrzem nowicjatu, dyrektorem szkoły zakonnej, prowincjałem, przewodniczącym krajowej konferencji wyższych przełożonych zakonnych oraz definitorem generalnym zgromadzenia.

### Episkopat
29 stycznia 2015 papież Franciszek mianował go biskupem ordynariuszem diecezji Lolo. Sakry biskupiej udzielił mu 12 kwietnia 2015 biskup Joseph Kumuondala Mbimba.